# Sosnowoje (obwód królewiecki)
Sosnowoje (ros. Сосновое) –  osiedle w Rosji, w obwodzie królewieckim, w rejonie sławskim. Według danych z 2010 roku zamieszkiwane przez 29 osób.